# Ред-Девил (Аляска)
Ред-Девил (англ. Red Devil) — статистически обособленная местность в зоне переписи населения Бетел, штат Аляска, США. На 2010 год население местности составляло 23 человека.
Название поселения произошло от ртутной шахты Ред-Девил, основанной в 1921 году Хансом Халверсоном. Почтовый офис был открыт в 1957 году. Шахта функционировала до 1971 года.

## География
Согласно Бюро переписи населения США площадь статистически обособленной местности составляет 68,3 км², из них 5,7 км² — открытые водные пространства. Через Ред-Девил протекает река Кускокуим.

## Население
| Год переписи | Нас. |  | %±     |
| ------------ | ---- |  | ------ |
| 1960         | 152  |  | —      |
| 1970         | 81   |  | −46,7% |
| 1980         | 39   |  | −51,9% |
| 1990         | 53   |  | 35,9%  |
| 2000         | 48   |  | −9,4%  |
| 2010         | 29   |  | −39,6% |
| 2015         | 22   |  | −24,1% |

По данным переписи населения 2010, местность имела население 23 человека (52,2 % мужчин и 47,8 % женщин), было 12 домашних хозяйств и 5 семей. На территории местности было расположено 23 постройки со средней плотностью 0,37 построек на один квадратный километр суши. Расовый состав: белые — 17,4 %, коренное население Америки — 43,5 %, смешанной расы — 39,1 %.
Население города по возрастному диапазону по данным переписи 2010 года распределилось следующим образом: 21,7 % — жители младше 18 лет, 4,4 % — между 18 и 21 годами, 47,8 % — от 21 до 65 лет и 26,1 % — в возрасте 65 лет и старше. Средний возраст населения — 50,5 лет. На каждые 100 женщин в Ред-Девиле приходилось 109,1 мужчин, при этом на 100 совершеннолетних женщин приходилось уже 100,0 мужчин сопоставимого возраста.
Из 12 домашних хозяйств 41,7 % представляли собой семьи: 25,0 % совместно проживающих супружеских пар; 8,3 % — женщины, проживающие без мужей и 8,3 % — мужчины, проживающие без жён. 58,3 % не имели семьи. В среднем домашнее хозяйство ведут 1,92 человека, а средний размер семьи — 3,00 человека. В одиночестве проживали 50,0 % населения, 25,0 % составляли одинокие пожилые люди (старше 65 лет).